# Lucas Zelarayán
Lucas Manuel Zelarayán (armenisch Լուկաս Մանուել Զելարայան; * 20. Juni 1992 in Córdoba) ist ein armenisch-argentinischer Fußballspieler, welcher seit Anfang 2020 beim US-amerikanischen MLS-Franchise Columbus Crew unter Vertrag stand, seit Sommer 2023 bei Al Fateh spielt sowie mit UANL Tigres dreimal mexikanischer Meister wurde.

## Karriere
Seine Karriere begann in der Jugend des CA Belgrano, bei welchen er zur Zweitliga-Saison 2012/13 in die erste Mannschaft aufrückte. Dort verblieb er bis zum Ende des Jahres 2015 und schloss sich daraufhin dem mexikanischen Klub UANL Tigres an, mit welchem er in der Apertura zweimal sowie in der Clausura einmal mexikanischer Meister wurde.
Er wechselte Anfang 2020 für eine vereinsinterne Rekordablösesumme von ca. 8 Mio. US-Dollar zum amerikanischen MLS-Franchise Columbus Crew.